# Zębiełek rdzawo-szary
Zębiełek rdzawo-szary (Crocidura cyanea) – gatunek owadożernego ssaka z rodziny ryjówkowatych (Soricidae). Występuje w Angoli, Botswanie, Lesotho, Mozambiku, Namibii, Republice Południowej Afryki, Suazi, Zambii i Zimbabwe oraz prawdopodobnie w Kongo, Malawi i Tanzanii. Zamieszkują górskie łąki i lasy strefy umiarkowanej i subtropikalnej. W Namibii znaleziono populację tych ssaków w jaskiniach gdzie żywiły się bezkręgowcami oraz ciałami martwych nietoperzy. W Czerwonej księdze gatunków zagrożonych Międzynarodowej Unii Ochrony Przyrody i Jej Zasobów został zaliczony do kategorii LC (niższego ryzyka). Nie występują żadne poważne zagrożenia dla populacji tego gatunku.